# На берегу (роман Макьюэна)
«На берегу» (англ. On Chesil Beach — «На пляже Чезил») — роман Иэна Макьюэна об изменениях в обществе на примере молодожёнов, поженившихся в начале шестидесятых годов XX века, до сексуальной революции. Роман был опубликован в Великобритании в 2007 году.

## Сюжет и темы
Показано английское общество 1960-х годов, где встречаются два человека из разных социальных слоёв, парень и девушка. У них разные интересы и темпераменты, они не могут полностью узнать друг друга из-за принятого стандарта сохранять девственность до свадьбы, но считают, что любят друг друга. Действие происходит напряжённо, весь роман описывает один вечер с вкраплениями предыстории. Имеется и политический аспект, отцы и дети имеют разные политические взгляды на СССР, ядерное вооружение и многое другое.
В итоге первая брачная ночь заканчивается катастрофой, и молодые немедленно разводятся. Только потом, много лет спустя бывший молодой человек, прошедший раскрепощение сексуальных нравов и неудачный брак, осознаёт, что только из-за неграмотности и взаимонепонимания он не смог удержать «девушку со скрипкой», которую единственную любил.
Автор винит в этом английское воспитание, сословные предрассудки и остатки религии.

## Перевод
Роман был переведён на русский язык Виктором Голышевым,  и опубликован вначале в журнале Иностранная литература (2007, номер 10), затем в издательствах Эксмо (2008).

## Экранизация
Экранизация романа с одноименным называнием состоялась в 2017 году — премьера прошла на Кинофестивале в Торонто 7 сентября 2017 года. В широкий прокат картина вышла в мае 2018 года.